# Motor z notranjim zgorevanjem
Motór z nótranjim zgorévanjem (kratica MNZ) je toplotni stroj, v katerem se notranja energija goriva pretvarja v mehansko energijo (delo). Značilno za MNZ je, da gorivo zgori v delovnem prostoru motorja, največkrat je to prostor valjaste oblike (valj motorja). 
Delovanje MNZ vedno poteka v več korakih, žargonsko taktih. Plinski delovni krožni proces, ki je temelj delovanja MNZ, obsega zaporedje stiskanja delovne snovi, segrevanja (zgorevanje), raztegovanja (ekspanzija) delovne snovi in vračanje delovne snovi na izhodiščno stanje. Delovna snov je v vseh vsakdanjih primerih zrak s primešanim gorivom. Pri MNZ se prvi trije procesi opravijo v stroju, zadnji pa je namišljeni proces ohlajanja delovne snovi, ki se opravi v atmosferi. Kot toplotni stroj (načelo delovanja glej tam!) MNZ sprejema toploto, ki nastane z zgorevanjem, odpadno toploto pa oddaja v okolico z izpustom izpušnih plinov.
Koristni del krožnega procesa je zgorevanje goriva v zraku v delovnem prostoru stroja. Sproščena toplotna energija povzroči močan porast tlaka in temperature. Zaradi nastale tlačne razlike med delovnim prostorom in okolico se bat v valju začne premikati in opravljati mehansko delo. To je delovni takt. Za nepretrgano delovanje motorja je potrebno opraviti tudi zamenjavo zraka. Večji učinek dosežemo s stiskanjem zraka pred zgorevanjem. 
Temperature delovne snovi so višje, kot temperature stene valja. Kljub visokim temperaturam in visokim tlakom so trdnosti problemi pri motorjih z notranjim zgorevanjem manjši, kot pri toplotnih turbinskih strojih, saj je mogoče stene valjev hladiti z vodo ali z okoliškim zrakom. Višje temperature delovne snovi pa pomenijo boljši izkoristek. 

## Zgodovina motorjev z notranjim zgorevanjem
Razvoj motornih vozil, ki niso vezana na tire je spodbudil izum motorjev na notranje zgorevanjɛː
- ̈1860 – Francoz Leonir zgradi prvi delujoči motor z notranjim zgorevanjem (3%)
- 1867 – Otto in Langen prikažeta izboljšan motor na notranje zgorevanje (9%)
- 1876 – Otto izdela prvi plinski motor s štiritaktnim delovanjem
- 1883 – Daimler in Maybach izdelata prvi hidrotekoči štiritaktni bencinski motor z vžigom na žarilno cev
- 1893 – Diesel patentira svoj postopek izdelavo motorjev na težko motorno olje.
- 1897 – Podjetje Man izdela prvi dizelski motor
- 1923 – prvi tovornjak na dizelski motor. Izdelali so ga v tovarni Benz-Man.
- 1936 – Daimler-Benz začne serijsko proizvodnjo osebnih vozil na dizelsko gorivo.

## Vrste motorjev z notranjim zgorevanjem

### Vrste MNZ glede na vžig in zgorevanje
Glede na način dovajanja goriva v valj ločimo:
- Ottov motor, pri katerem se gorivo umeša v zrak pred vstopom v valj, v uplinjaču,
- dizelski motor (tudi dieselski motor), pri katerem se gorivo vbrizgava neposredno v valj.

Možna je tudi kombinacija, da se del goriva, na primer plin, meša pred vstopom v valj, kasneje pa se v valj vbrizga dodatno gorivo.
Zahteve za lastnost goriva so pri Ottovem, običajno bencinskem, motorju in pri dizelskem motorju zelo različne. Za Ottov motor mora biti gorivo odporno proti samovžigu (visoko oktansko število). Zgorevanje sproži električna iskra na svečki. Zahteve pri dizelskem motorju so manj stroge, zato dizelski motorji v sili lahko uporabljajo zelo različna goriva. Dizelski motor računa na samovžig goriva vbrizganega v valj.
Pri teoretični obravnavi dovoda toplote v proces se motorji z notranjim zgorevanjem delijo v tri glavne vrste:
- izohorni dovod toplote, (Ottov motor),
- izobarni dovod toplote, (dizelski motor),
- kombinirani izohorno-izobarni dovod toplote, motor z užarjeno glavo

### Glede na izmenjavo zraka in dimnih plinov: dvo- in štiritaktni motorji
- vsesavanje in komprimiranje delovne snovi pri sočasnem zmanjševanju delovnega prostora (1. takt),
- vžig delovne snovi pri najmanjšem delovnem prostoru,
- ekspanzija s sočasnim povečevanjem delovnega prostora in izpuh, pri čemer se sprošča mehansko delo (2. takt).

Pri štiritaktnem motorju sledita še dva takta: poseben takt za popolnejši izpuh zgorelih plinov in poseben takt za popolnejše vsesavanje sveže zmesi in popolnejši odvod toplote iz delovnega prostora.
Dobre strani dvotaktnih motorjev so enostavna konstrukcija, večja moč pri enakih dimenzijah in enakomernejši navor, njihove slabe strani pa velika toplotna obremenitev, težave z mazanjem in težave z izpihovanjem izpušnih plinov. Dvotaktni motorji so primerni kot majhni motorji za motorna kolesa in druge pomožne pogonske stroje in kot veliki počasi se vrteči ladijski motorji.

Vsi doslej obravnavani motorji spadajo v družino volumenskih batnih strojev. Poleg teh so poznani tudi volumenski rotacijski stroji, ki pa so precej manj razširjeni. Poznan predstavnik teh strojev je Wanklov motor

### Glede na konstrukcijo in število cilindrov
Odvisno od števila cilindrov se štiritaktni in dvotaktni motorji gradijo v naslednjih oblikahː  
- eno-cilinderski motor (1)
- vrstni motor (2/Paralel-dvojček, 3, 4, 5, 6, 7, 8, 9, 10, 12, 14)
- U-Motor (4, 12, 16)
- V-Motor (2, 4, 6, 8, 10, 12, 16, 20, 24)
- VR-Motor (5, 6, 8, 12, 16)
- W-Motor (3, 8, 12, 16, 18, 24)
- Y-Motor (3, 6, 12, 18, 24)
- H-Motor (16, 24, 40)
- X-Motor (16, 24)
- Boxer motor (2, 4, 6, 8, 12)
- Zvezdni motor (3, 5, 7, 9, 11)
- Vrstni zvezdni motor (6 × 2 = 12, 4 × 3 = 12, 6 × 4 = 24, 4 × 5 = 20, 2 × 6 = 12, 4 × 6 = 24, 5 × 6 = 30, 6 × 6 = 36, 3 × 7 = 21, 4 × 7 = 28, 4 × 9 = 36, 7 × 6 = 42, 7 × 8 = 56)
- Večkratni zvezdni motor (2 × 7 = 14, 2 × 9 = 18, 4 × 7 = 28)
- Krožni motor (1, 2, 4, 5, 7, 9, 14)
- Proti-cilindrski motor (skoraj le dvotaktni diesel), npr Junkers Jumo 205 (dve ročični gredi), Napier Deltic (tri ročične grede v trikotni konfiguraciji)
- Motor z odmičnimi ploščami (samo štiritaktni motor)

Debelo tiskane oblike motorja in številke cilindrov se dandanes uporabljajo v motornih vozilih. Motor z notranjim zgorevanjem in z najvišjim doslej realiziranim številom valjev je vrstični zvezdasti motor Zvezda M520 s 56 valji v sedmih vrstah po osem valjev. Štiritaktni motorji v zvezdni konfiguraciji imajo vedno liho število valjev na zvezde. Razlog za to je, da pri štiritaktnih motorjih vsak cilinder vžge samo vsak drugi obrat, tako da je zaporeden vrstni red vžigov, nujen za miren tek motorja brez vibracij, možen le z neparnim številom valjev. 
Pri vrstnih motorjih je konfiguracija drugačnaː več vrst cilindrov je razporejeno radialno okoli ročične gredi. Ti so na primer bili motorji Daimler-Benz DB 604, Rolls-Royce Vulture in Allison X-452 (motorji v obliki črke X, s štirimi vrstami po šest valjev = 24 valjev), Junkers JUMO 222 in Dobrynin WD-4K (tudi 24 cilindrov, ampak kot 6 šesterokotno razporejenih vrst po štiri valje) ter dvanajstvaljni motor – recimo Curtiss H-1640 Chieftain – s šestimi vrstami po dva valja. V avtomobilskem športu se kljub večji neuravnovešenosti občasno vidi V motorje z lihim številom valjev (tremi ali petimi). Počasnejše tekoče ladijske dizelske motorje gradijo kot vrstne motorje z do 14 cilindri ali pa kot V motorje z 20 ali 24 cilindri.

## Drugi motorji in toplotni delovni stroji
Poleg motorjev z notranjim zgorevanjem poznamo še motorje z zunanjim zgorevanjem, pri katerih zgoreva gorivo kontinuirano zunaj delovnega prostora. Sproščena toplota se nato skozi stene valja dovaja delovni snovi. Proces je zaprt, zato je mogoče delovno snov izbirati poljubno. Dovod toplote je posreden in podoben kot pri parnih batnih strojih, možna je uporaba vseh vrst goriva, tudi trdih, kot sta premog ali lesna biomasa. Uveljavljajo se predvsem kot stacionarni postroji za sočasno pridobivanje električne energije in toplote. Zelo perspektivni predstavnik motorjev z zunanjim zgorevanjem je Stirlingov motor.
Plinske turbine ne štejemo med motorje z notranjim zgorevanjem, čeprav gorivo zgoreva znotraj postroja. Izraz motor je omejen na volumenske pogonske stroji, to je stroje, v katerih se večina krožnega procesa opravi v zaprtem prostoru z omejeno količino snovi. Turbine so pretočni stroji, saj se delovni proces opravi v neprekinjenem toku snovi. Izkoristek najboljših plinskih turbin je manjši od izkoristka najboljših MNZ. Pač pa je možna kombinacija: plinski postroj - parni postroj s parno turbino; to je dvojni, kombiniran krožni proces. Kombinirani plinsko-parni proces lahko doseže višji izkoristek kot pri MNZ. 
Slabost MNZ v primerjavi z drugimi toplotnimi procesi je tudi visok delež dušikovih oksidov v dimnih plinih. Oksidacija dušika (iz zraka in goriva) je posledica zgorevanja pri zelo visoki temperaturi.
Parni motorji so prišli v uporabo pred MNZ, danes pa se malo bolj poredko. Pri parnih motorjih je proces zgorevanja goriva povsem ločen od motorja, opravi se v parnem kotlu. Izkoristek postrojev s parnimi motorji je manjši kot izkoristek postrojev s parno turbino.